# El Espinar
El Espinar is een gemeente in de Spaanse provincie Segovia in de regio Castilië en León met een oppervlakte van 205,10 km². El Espinar telt 9.212 inwoners (1 januari 2016). Het complex ligt op ongeveer 60 kilometer ten noordwesten van Madrid.

## Demografische ontwikkeling
Bron: INE; 1857-2011: volkstellingen